# Рудно-над-Гроном
Рудно-над-Гроном (словац. Rudno nad Hronom) — село, громада округу Жарновиця, Банськобистрицький край, центральна Словаччина, регіон Теков. Кадастрова площа громади — 19,28 км².
Населення 531 особа (станом на 31 грудня 2017 року).

## Історія
Рудно-над-Гроном згадується в 1147 році.

## Географія
Протікає Руднянський потік.

## Населення
| Рік:            | 1994. | 2004. | 2014.   | 2024.   |
| --------------- | ----- | ----- | ------- | ------- |
| Кількість осіб: | 580   | 522   | 524     | 511     |
| Різниця:        |       | -10 % | +0,38 % | -2,48 % |

| Рік:            | 2023. | 2024.   |
| --------------- | ----- | ------- |
| Кількість осіб: | 522   | 511     |
| Різниця:        |       | -2,10 % |